# 山本藤信
山本 藤信（やまもと ふじのぶ、生没年不詳）とは、江戸時代の浮世絵師。

## 来歴
師系・経歴不明。作画期は宝暦から明和頃にかけてで、主に美人画、役者絵などを描く。石川豊信風の紅摺絵を描き、後に鈴木春信風に変化している。なお版元の丸屋小兵衛（山本氏、丸小）と同一人ともいわれるが定かではない。

## 作品

### 版本挿絵
- 『大江山軍記』　黒本　※明和頃

### 版画
- 「つちや梅川・佐野川市松」　細判紅摺絵　ホノルル美術館所蔵　※「梅川や　恋と佐野との　渡し守」の句あり
- 「納涼美人」　細判紅摺絵
- 「扇売」　柱絵

### 肉筆画
| 作品名           | 技法     | 形状・員数 | 寸法（縦x横cm） | 所有者           | 年代 | 落款・印章                    | 備考 |
| ---------------- | -------- | ---------- | --------------- | ---------------- | ---- | ----------------------------- | ---- |
| 娘と若衆図       |          | 1幅        | 77.7x17.3       | 東京国立博物館   |      |                               |      |
| 柳下傘持ち美人図 | 紙本著色 | 1幅        | 78.5x17.0       | ケルン東洋美術館 |      | 款記「藤信寫」/「藤」朱文方印 |      |